# Franz Xaver Ohnesorg

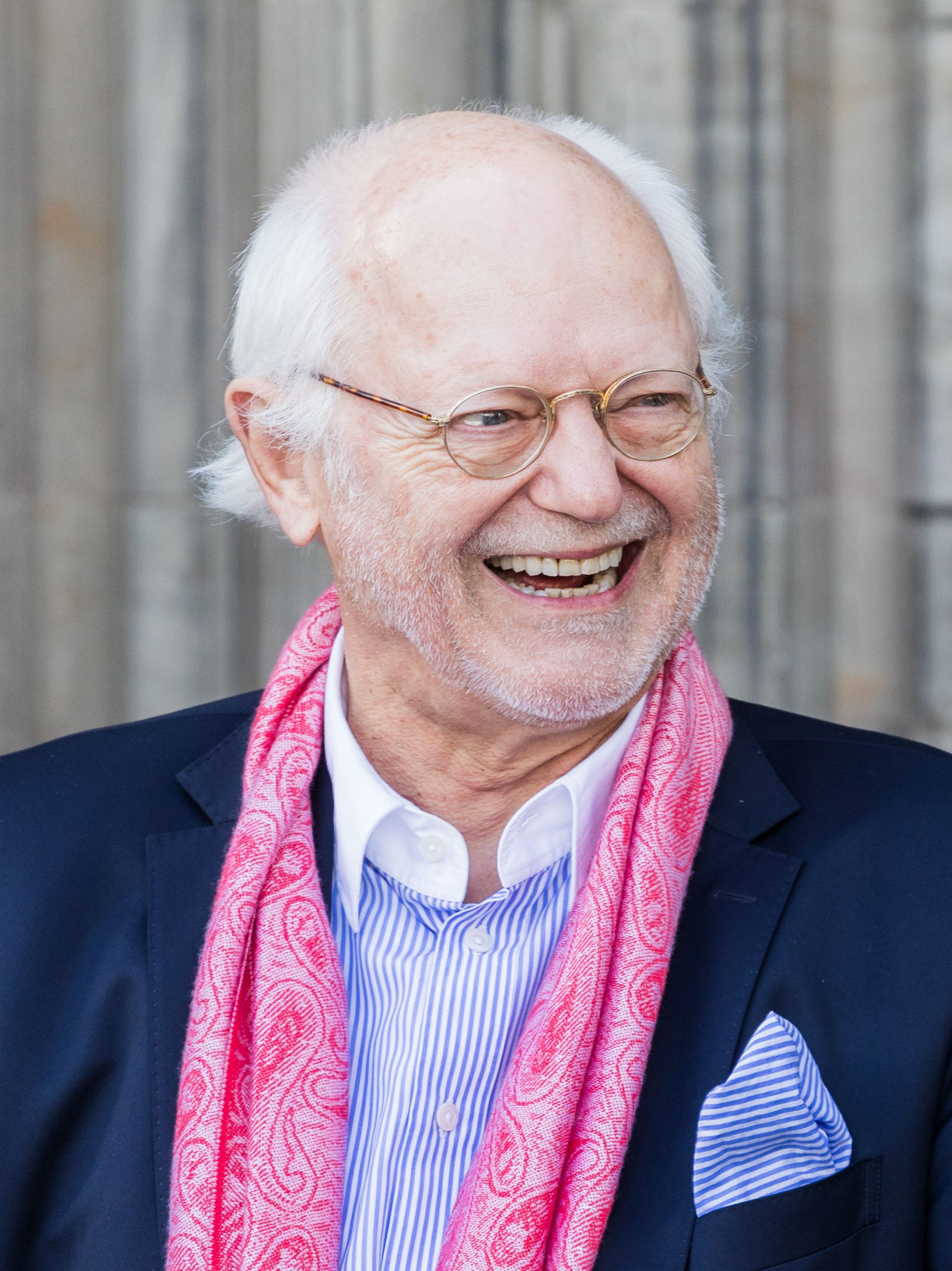
Franz Xaver Ohnesorg, 2020

Franz Xaver Ohnesorg (* 9. März 1948 in Weilheim in Oberbayern; † 14. November 2023 in Köln) war ein deutscher Kulturmanager. Er war von 1983 bis 1999 Intendant der Kölner Philharmonie, von 2001 bis 2002 der Berliner Philharmoniker und von 1996 bis zu seinem Tod des Klavier-Festivals Ruhr.

## Leben
Ohnesorg war der Sohn eines Bäckermeisterehepaares. Nach dem Abitur, das er 1968 am Adolf-Weber-Gymnasium in München ablegte, studierte er nach seiner Ausbildung zum Flötisten von 1968 bis 1973 in München Betriebswirtschaftslehre sowie im Studium Generale Musik- und Theaterwissenschaften sowie Kunstgeschichte. Die akademische Ausbildung schloss er als Diplom-Kaufmann ab. In den 1970er Jahren war er einige Zeit mit der Bauforscherin Aenne Ohnesorg verheiratet. Mit seiner zweiten Ehefrau Franziska Ohnesorg hatte er zwei Kinder.

## Wirken
Ohnesorg arbeitete zunächst als freier Journalist für verschiedene Rundfunkanstalten. 1978 wurde er Orchesterdirektor der Münchner Philharmoniker und gewann 1979 Sergiu Celibidache als neuen Generalmusikdirektor. Von 1983 bis 1999 war er zunächst Direktor und später Intendant der Kölner Philharmonie. Zum Ende seiner Kölner Tätigkeit wurde ihm vom Aufsichtsrat der KölnMusik GmbH der Ehrentitel Gründungsintendant der Kölner Philharmonie verliehen.
1994 gründete er die MusikTriennale Köln als ein Festival, das sich ursprünglich ganz der Musik der Gegenwart widmete. 1999 folgte er der wiederholten Einladung von Isaac Stern und wurde der erste nicht-amerikanische Executive and Artistic Director der Carnegie Hall in New York City. Nach zweieinhalb Jahren akzeptierte er den Ruf des Berliner Senats und kehrte als Intendant der Berliner Philharmoniker nach Europa zurück. Zum Ende der Ära Claudio Abbado wirkte er maßgebend an der Umwandlung des Orchesters in eine Stiftung mit und bereitete so die Regentschaft des neuen Chefdirigenten Sir Simon Rattle vor.
Als Anfang 2003 sämtliche Verträge für die erfolgreiche Praxis der Stiftung und auch deren Finanzierung erarbeitet waren, kehrte er wieder ganz ins Rheinland zurück. Von dort aus lenkte er schon ab 1996 als Künstlerischer Leiter das Klavierfestival Ruhr und entwickelte es als künstlerisches Leitprojekt des Initiativkreises Ruhr während seiner letzten Jahre zum inzwischen weltweit bedeutendsten Klavierereignis. Zum 1. Juni 2005 wurde Franz Xaver Ohnesorg zudem zum Geschäftsführer des Initiativkreises Ruhr und damit auch zum Intendanten des Klavier-Festivals Ruhr berufen. In dieser neuen Rolle restrukturierte er die Organisation des Klavier-Festivals Ruhr und schuf so die Voraussetzung für den seitdem deutlich verstärkten künstlerischen und wirtschaftlichen Erfolg des Festivals. Auf dieser Basis konnte der Initiativkreis Ruhr zum Ende des Kulturhauptstadtjahres 2010 die Gründung der Stiftung beschließen, um so den dauerhaften Bestand des Klavier-Festivals Ruhr zu sichern. Zum 1. Januar 2011 beendete Franz Xaver Ohnesorg als Intendant des Klavier-Festivals Ruhr seine Tätigkeit als Geschäftsführer des Initiativkreises Ruhr, um das Klavier-Festival Ruhr als Vorstand der Stiftung Klavier-Festival Ruhr und Geschäftsführer der Klavier-Festival Ruhr Sponsoring und Service GmbH zu leiten. Nur wenige Wochen vor seiner Verabschiedung als langjähriger Intendant des Klavier-Festivals Ruhr starb Ohnesorg 75-jährig. Seine Grabstätte befindet sich auf dem Kölner Melaten-Friedhof.
In einer Reihe von Ehrenämtern diente er z. B. im Vorstand des Zentral-Dombau-Vereins zu Köln, als Vorsitzender des Kuratoriums der Kulturstiftung Kölner Dom, als Vorsitzender des Vereins Kölner Kammerorchester e. V., als Mitglied des Organisationskomitees der International Telekom Beethoven Competition Bonn und des Kuratoriums der Hochschule für Musik und Tanz Köln sowie als Senior Counsellor der American Academy in Berlin.

## Auszeichnungen
Für seine Arbeit als Intendant der Kölner Philharmonie wurde er bereits im Jahr 1994 mit der Dr. Kurt Neven DuMont-Medaille ausgezeichnet, der zahlreiche Ehrungen bürgerschaftlicher Vereinigungen folgten. 1997 erhielt er den Sonderpreis des Echo Klassik und 1998 die Verdienstmedaille des Deutschen Komponistenverbandes.
Das Land Nordrhein-Westfalen ernannte Franz Xaver Ohnesorg 1999 zum Professor. Österreich ehrte ihn für sein langjähriges idealistisches Wirken beim Kammermusikfest Lockenhaus schon 1993 mit dem Ehrenkreuz für Wissenschaft und Kunst, dem 2002 wegen seines Einsatzes für die Wiener Philharmoniker das Ehrenkreuz für Wissenschaft und Kunst 1. Klasse  folgte. Beim Deutschen Musikrat wurde er Ehrenmitglied. Die Bayerische Akademie der Schönen Künste zeichnete ihn 2003 mit der Wilhelm-Hausenstein-Ehrung für Verdienste um kulturelle Vermittlung aus und begründete dies mit „seiner Entdeckerfreude, seiner Sympathie für Experimente und seinem strengen Blick auf Kompetenz und Substanz“. Ende 2015 wurde ihm der Ehrentitel „Bürger des Ruhrgebiets“ verliehen.
Die von Franz Xaver Ohnesorg initiierte Education-Arbeit des Klavier-Festivals Ruhr wurde im Jahr 2010 mit dem Preis Kinder zum Olymp der Kulturstiftung der Länder, durch die Förderung der Ernst von Siemens Musikstiftung, in den Jahren 2010 und 2012 als Ausgezeichneter Ort im Land der Ideen, 2013 mit dem YEAH! Young EARopean Award sowie 2014 mit dem Junge Ohren Preis ausgezeichnet. 2024 erhielt Ohnesorg für sein Lebenswerk posthum den Communio-Preis für Dialog, Verständigung und Versöhnung.